# Xã Wolf Creek, Quận Mercer, Pennsylvania
Xã Wolf Creek (tiếng Anh: Wolf Creek Township) là một xã thuộc quận Mercer, tiểu bang Pennsylvania, Hoa Kỳ. Năm 2010, dân số của xã này là 832 người.